# Torre dels Budells
La torre dels Budells se situa en el tossal Punxent (o Punxegut), a l'extrem meridional de la serra de Montllober

## Història
Al capdamunt del tossal, es troben restes d'una construcció de planta rectangular. També hi ha pedres de molins de mà barquiformes, que juntament amb la ceràmica feta a ma, testimonien que l'indret ja s'ocupà a l'edat del bronze. L'ocupació continuà en època andalusina que es fa palesa pels fragments de ceràmica de corda seca parcial, i vidriada, d'època taifa i continuà durant tota l'Edat Mitjana, al final de la qual desapareix l'hàbitat que hi hauria pel pendent meridional. La visibilitat de la torre de la vall del Cinca és molt àmplia essent per tant un punt estratègic segurament relacionat amb la vigilància de Fraga, davant el perill d'atac de les tropes d'Alfons el Bataller després de la conquesta de Mequinensa (1133). Està connectada cap al sud amb el castell de Mequinensa i cap a l'oest amb el castell de Torrent.

## Arquitectura
La construcció de planta rectangular és feta a base de pedres irregulars, lligades amb un morter molt fort. L'edifici es recolza sobre una petita capa de roca de gres, la qual en l'angle sud-oest està descalçada i forma balma, amb el consegüent perill d'enderroc de tota l'estructura. Per la banda nord i l'oriental no es conserva res si bé hi ha restes de tàpia procedents segurament de la part superior del mur. La part meridional de la torre conserva una paret de gairebé 8 m de llargada i uns 2 m d'alçada. A l'oest, la paret segueix en angle recte amb un contrafort prim als 2,5 m. L'estructura es pot identificar com una fortificació de planta rectangular, la qual devia tenir una base d'encofrat i la part aèria de tàpia, relativament semblant a la Torre del Pilaret de Santa Quitèria (Fraga). L'aparell no és típicament islàmic ni tampoc sembla un aparell cristià de la baixa edat mitjana. Es tractaria, més aviat, d'una defensa realitzada a la primera meitat del segle xii. El cim del tossal està ocupat per la torre, mentre que l'hàbitat s'estén pels vessants on encara es poden veure restes d'alguna construcció.